# Ahmed Zaki Yamani
Ahmed Zaki Yamani (arab. ‏ الشيخ أحمد زكي يماني‎, ur. w 1930 w Mekce, zm. 23 lutego 2021 w Londynie) – saudyjski szejk i polityk, minister saudyjskiego Ministerstwa Ropy Naftowej i Surowców Mineralnych w latach 1962–1986. Przedstawiciel Arabii Saudyjskiej we władzach OPEC przez 25 lat. Absolwent Harvardu.
Odegrał znaczną rolę w zażegnaniu kryzysu naftowego w latach 70. XX w.